# Pokémon (serial)
Pokémon este un serial de televiziune japonez de anime.

## Legături extrene
- Site-ul oficial
- Site-ul anime-uri Pokémon de la TV Tokyo
- Pokémon (serial) (anime) la Enciclopedia Anime News Network